# سانتياغو دي لوس كاباليروس
سانتياغو دي لوس كاباليروس هي مدينة، تتبع سانتياغو، هي عاصمة Cibao ‏، وSamaná ‏، بلغ عدد سكانها 1٬142٬947 نسمة، في 2017، تبلغ مساحتها 524٫01 كيلومتر مربع.

## معرض صور

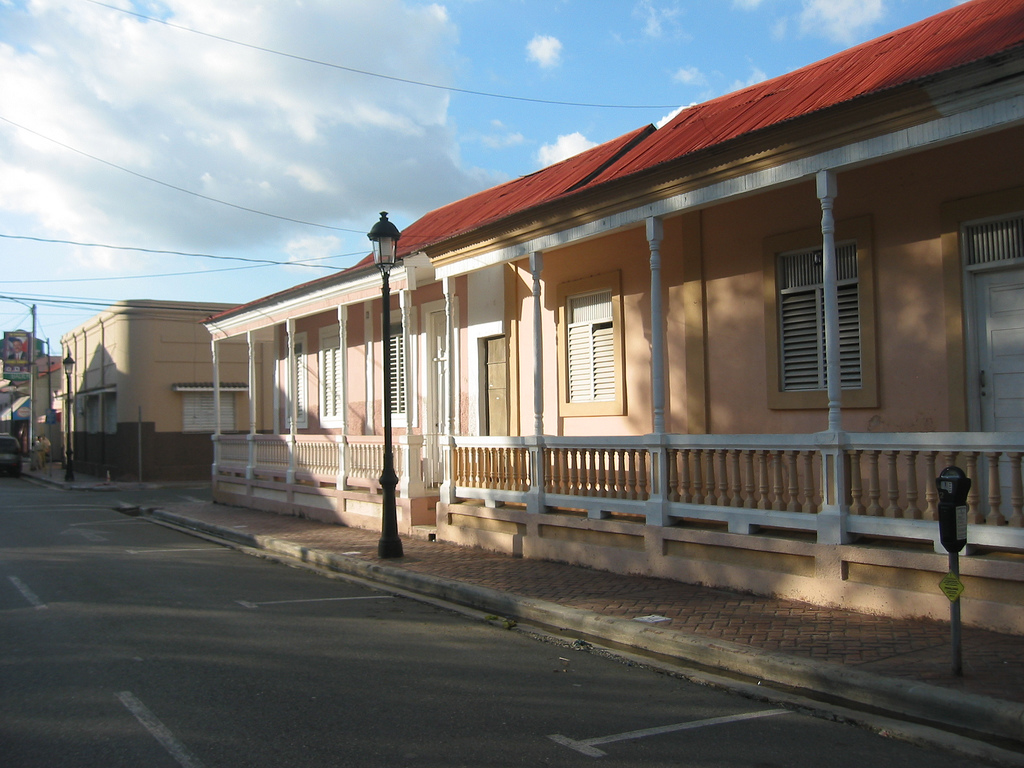
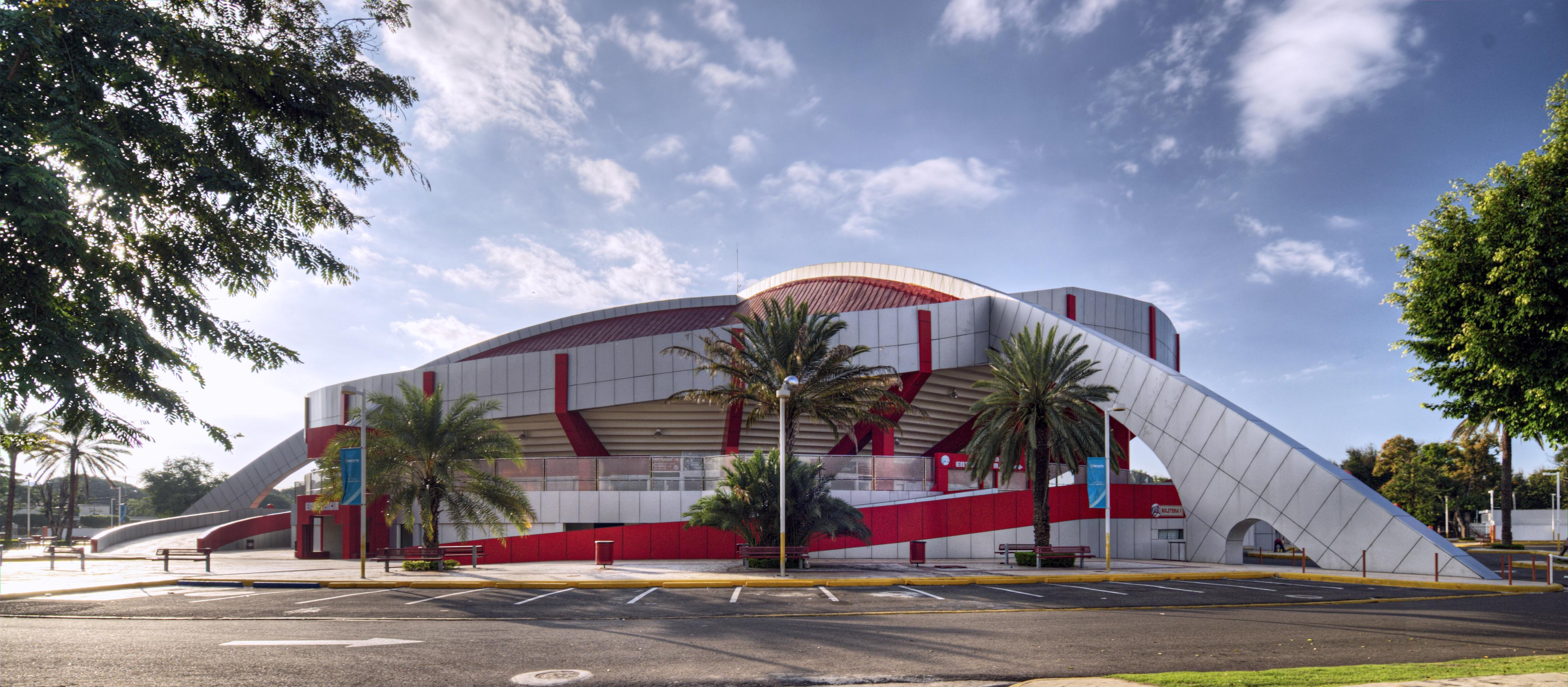
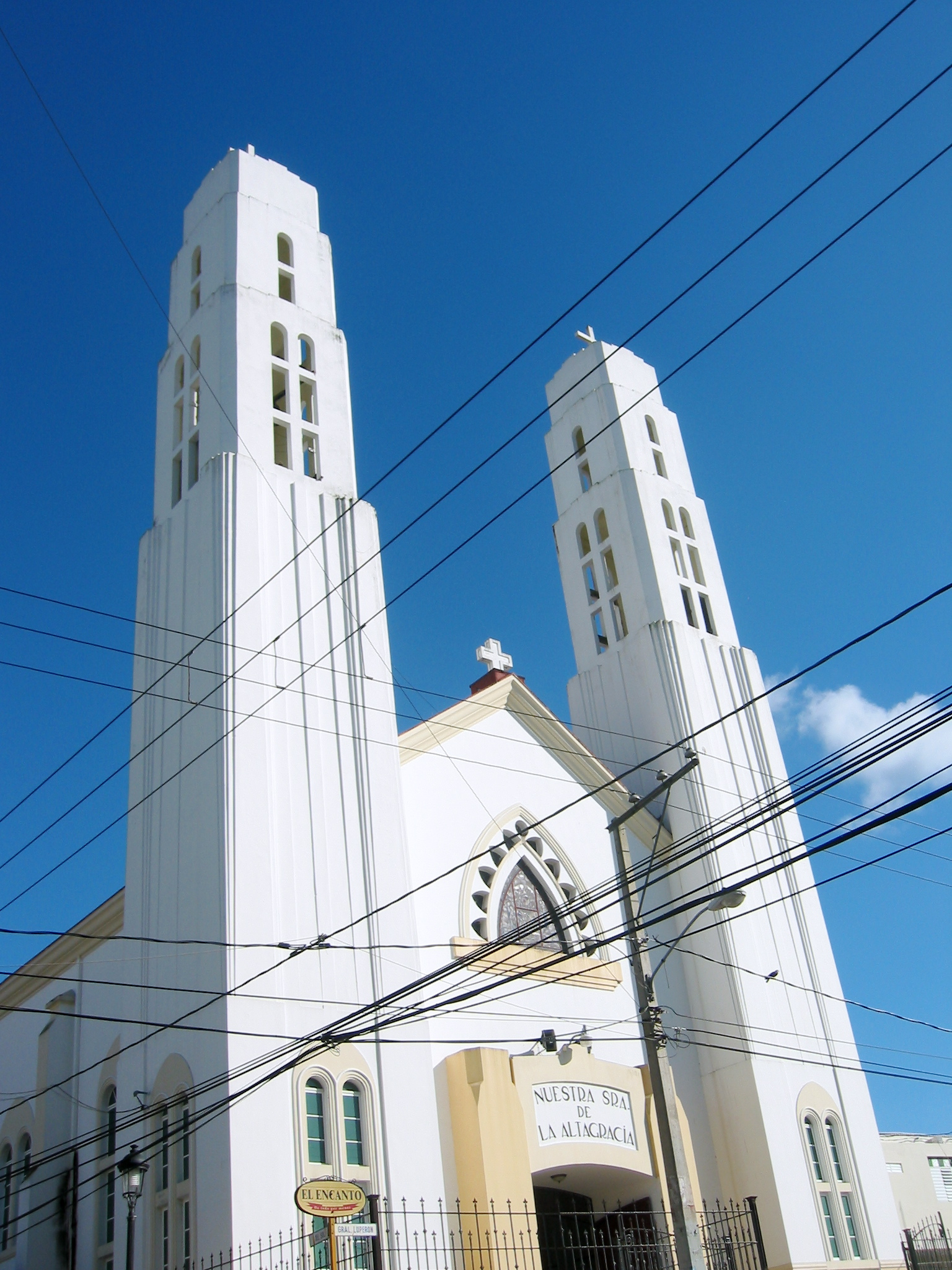

## مدن توأم
المدن التوأم:
- سانتياغو دي كومبوستيلا
- سانتياغو دي كوبا.

## أعلام
- خوان فلوريس
- إلاديو فيكتوريا
- فيكتور إستريلا برغوس
- سلفادور خورخي بلانكو
- روبرتو بينيا
- خوان إيسيدرو مورينو
- أوليسيس فرانسيسكو إسبايلات
- جوني باتشيكو
- ماني بيريز
- أميليا فيغا